# Scott Golbourne
Scott Golbourne est un footballeur anglais né le 29 février 1988 à Bristol. Il joue au poste de défenseur à Shrewsbury Town.

## Biographie
Le 30 janvier 2012, Scott Golbourne signe un contrat de deux ans et demi avec Barnsley, club de deuxième division anglaise.
Le 31 août 2017, il est prêté à Milton Keynes Dons.
Le 31 janvier 2019, il est prêté à Shrewsbury.